# Хоргенцелль
Хоргенцелль (нем. Horgenzell) — община в Германии, в земле Баден-Вюртемберг. 
Подчиняется административному округу Тюбинген. Входит в состав района Равенсбург.  Население составляет 4855 человек (на 31 декабря 2010 года). Занимает площадь 56,16 км².